# Relations entre la Corée du Nord et la Libye
Les relations entre la Corée du Nord et la Libye sont des relations s'exerçant entre un pays d'Asie de l'Est, la Corée du Nord, et un pays d'Afrique du Nord, la Libye.
La Corée du Nord établit des relations diplomatiques formelles avec la Libye de Mouammar Kadhafi en 1974. Le gouvernement nord-coréen dispose d'une ambassade à Tripoli. 

## Histoire des relations libyo-nord-coréennes

### 1974-2011: coopération militaro-nucléaire

Portée des missiles balistiques libyens si la Libye venait à acquérir des missiles nord-coréens en 1996.

De 1974 jusqu'en 2011, les relations entre les deux États sont marquées par une entente cordiale, la Corée du Nord fournissant notamment au régime libyen de l'hexafluorure d'uranium, composé utilisé pour l'enrichissement d'uranium et combustible pour les réacteurs nucléaires/armes nucléaires selon un rapport du Pentagone. 
Un certain nombre de travailleurs nord-coréens étaient également présents dans le pays. Les exportations nord-coréennes vers la Libye comprenaient du matériel militaire tel que des Scud-C d'une portée de 550 km. Le gouvernement libyen se montre par ailleurs favorable à l'acquisition de missiles balistiques à moyenne portée Rodong-1 et même de missiles à longue portée auprès de la Corée du Nord du fait de l'embargo sur les armes imposé par l'ONU, afin de les utiliser contre d'éventuelles cibles américaines et de l'OTAN en cas de menaces occidentales. Les officiels américains dénoncent alors une « coopération entre la Corée du Nord et la Libye ». La Corée du Nord a en effet été l'un des fournisseurs d'armes les plus importants de la Jamahiriya arabe libyenne, au même titre que l'URSS.
Le 19 décembre 2003, la Libye accepte finalement de mettre un terme à son programme d'armes de destruction massive, de détruire ses missiles balistiques ayant une portée de plus de 300 km/charge utile de 500 kg et d'autoriser des inspections immédiates de l'ONU.

### Guerre civile libyenne et chute de Mouammar Kadhafi
En 2011, alors que la guerre civile libyenne éclate, des armes conventionnelles nord-coréennes sont retrouvées par les rebelles du Conseil national de transition, dont des roquettes, des canons anti-aériens et des mines anti-personnel. Le 24 mars 2011, le gouvernement nord-coréen suggère à la Libye dans une déclaration qu'« elle aurait dû conserver son programme nucléaire ». Le démantèlement des armes de destruction massive libyennes a en effet rendu possible l'intervention militaire de l'OTAN selon certains analystes,. Le 12 mai 2011, l'ambassade nord-coréenne à Tripoli aurait été endommagée dans un raid de l'OTAN qui visait un complexe militaire libyen situé à proximité. L'OTAN a réfuté peu de temps après avoir ciblé l'ambassade.
La RPDC n'a pas reconnu l'autorité des rebelles et a interdit à ses ressortissants travaillant en Libye (environ 200) de retourner en Corée de peur d'une propagation de la révolte populaire.